# Carl Lorichs

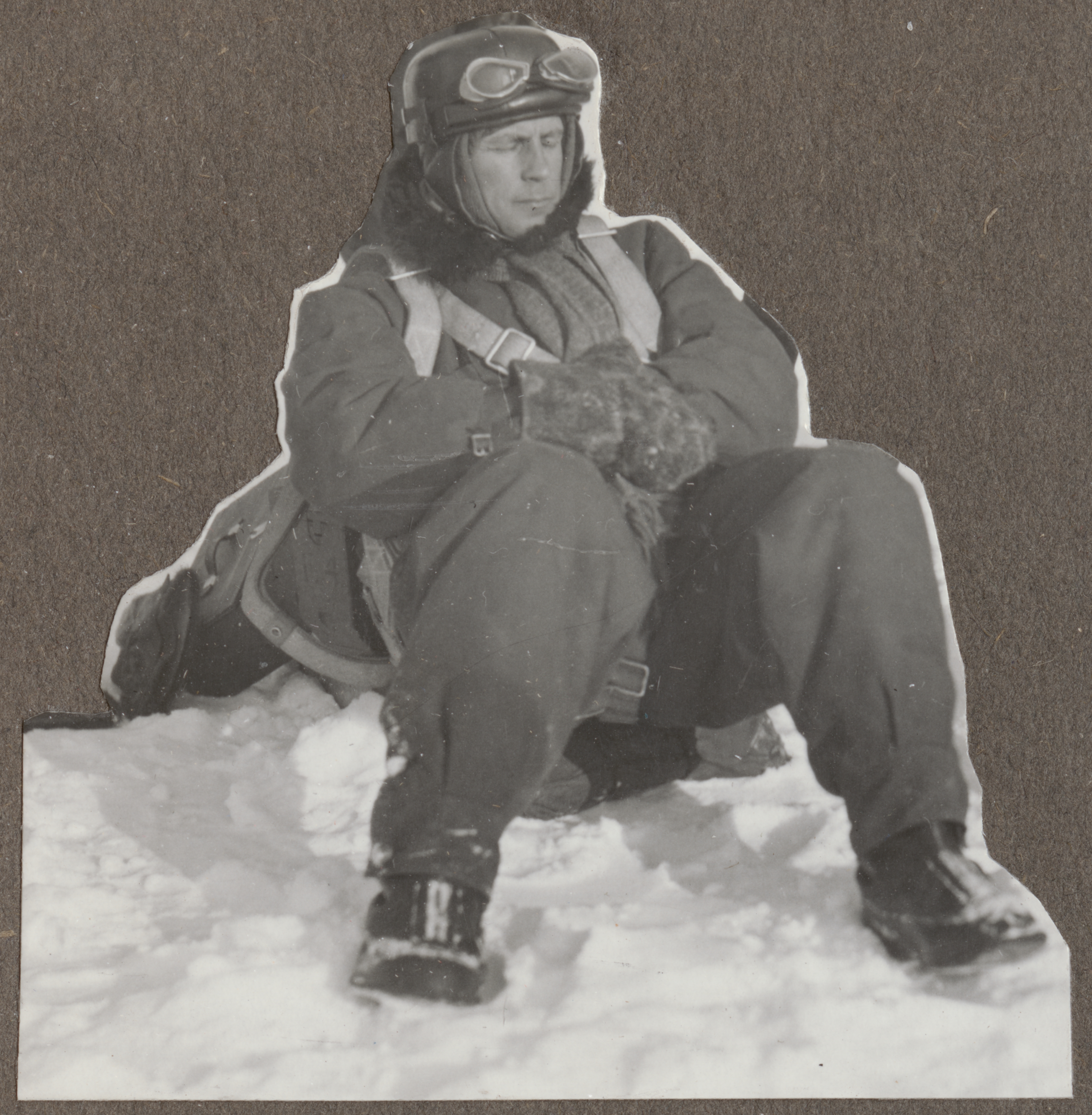
Carl Lorichs

Carl Axel Magnus Lorichs, född 24 mars 1899 på Valsta säteri i Odensvi socken i Västmanland, död 8 mars 1944 i Linköping, var en svensk militär och flygare.
Han var son till förvaltaren Fredrik Lorichs (1852–1927) och Anna von Hofsten (1861–1921) samt från 1926 gift med friherrinnan Catharina Falkenberg af Bålby (1902–1990) som var dotter till majoren friherre Henrik Falkenberg af Bålby och Anna Ridderstad. Han var far till militären och golfaren Bengt Lorichs samt bror till Signe Ehrenborg-Lorichs och Hjalmar Lorichs.
Lorichs avlade studentexamen i Västerås 1917 och blev därefter volontär vid Västmanlands regemente 1918. Efter officersexamen 1919 blev han fänrik vid Västmanlands regemente samma år. Han blev underlöjtnant vid regementet 1921 och löjtnant vid Jämtlands fältjägarregemente 1927 och löjtnant vid flygvapnet 1928. Han var stationerad som ambulansflygare i slutet av 1920-talet och tilldelades en guldmedalj som överlämnades av general Amundson för en djärv ambulansflygning i Norrland juldagen 1927. Han var i mitten av 1930 placerad som chef för skolavdelningen vid flygskolkåren . Han blev kapten i Flygvapnet 1934 och major där 1941. Han blev riddare av Svärdsorden 1940 och riddare av Vasaorden 1941. 
Han omkom i samband med ett flyghaveri då han i starten från Malmslätt med en Fiesler Storch S 14 startade med låsta skevroder 7 mars 1944. Passageraren löjtnant Enderlein skadades med en vrickad fot medan Lorichs skadades allvarligt och avled dagen därpå Linköpings lasarett. 
Som fackförfattare medverkade Lorichs i olika böcker och tidskrifter i ämnet flyg och tennis; bland annat skrev han avsnittet om flygsport i Nordisk familjeboks sportlexikon. Som idrottsman utövade han orientering och tennis och var sekreterare i Tennisstadionklubben.